# Красноголовый азиатский трогон
Красноголовый азиатский трогон (лат. Harpactes erythrocephalus) — вид птиц из семейства трогоновых.

## Этимология
Видовое название происходит от древнегреческих слов др.-греч. ερυθρο — красный и др.-греч. kephalos — голова.

## Описание

### Стандартные измерения
| Измерение             | Самка   | Самец   |
| --------------------- | ------- | ------- |
| Масса (г)             | 85-110  | 76      |
| Длина крыла (мм)      | 144-156 | 140-156 |
| Длина хвоста (мм)     | 154-185 | 160-192 |
| Длина клюва (мм)      | 19-21   | 19-21   |
| Длина предплюсны (мм) | 16-18   | 16-18   |

### Внешний вид
Длина тела красноголового азиатского трогона составляет в среднем 34 см. Уникальная особенность этого вида состоит в том, что у самца есть красная голова и грудь. Самка напоминает ожерелкового азиатского трогона, но без вкраплений под хвостом.

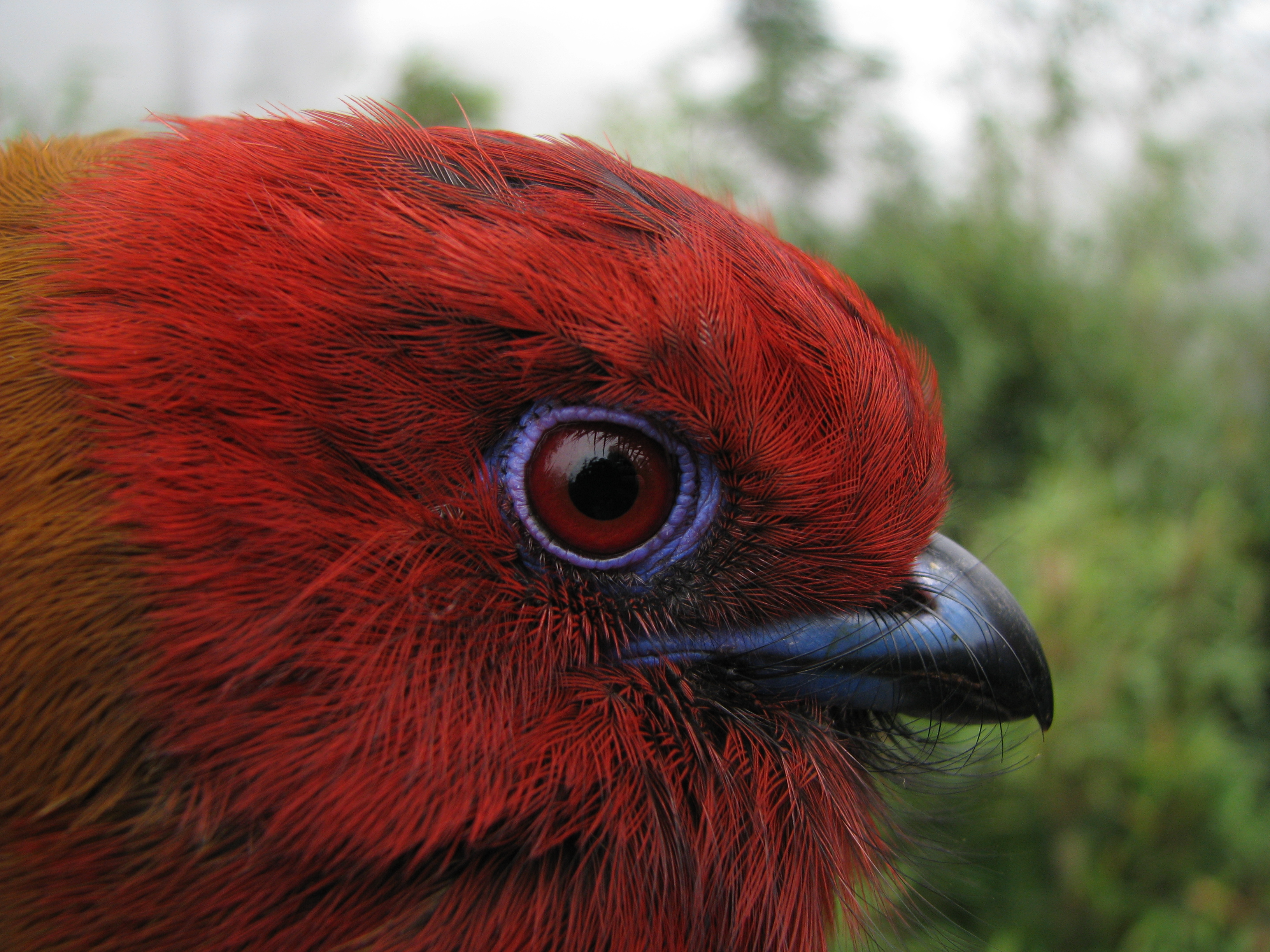
Крупный план головы самца. Обратите внимание на синее кольцо вокруг глаза и синий рот.

Голова, шея и верхняя часть груди взрослого самца малиновая. Узкая белая полоса пересекает середины груди, под которой нижняя грудь и брюшко от светло-красного до розового. Фаланги бледно-красного цвета. Мантия и спина птицы рыжевато-коричневые. У самца лилово-синие ноги. Окраска крыла, меньшее медианы крыла и кроющих, средних кроющих, а также наружных опахалах третьестепенных маховых и второстепенных маховых—чёрного и белого цвета. Первичные перья также черно-белые. У птицы длинный хвост, центральные перья тёмно-бурые с чёрными кончиками, вторая и третья пары чёрные, крайние пары белые с чёрными основаниями.
Голова, шея и верхняя часть груди взрослой самки оливково-коричневые. Просто как самец, узкая белая полоса пересекает середины груди, под которой нижняя грудь, брюшко светло-красного до розового. Мантии и спине появляются оранжевого до коричневого цвета. Крылья темно-коричневые и желтовато-коричневые. Рулевые очень похожи на самцов.
На ювенильной части головы, шеи и верхней части окрас охристо-коричневый, а низ белый. Нет чёрного кончика на более узких центральных перьях хвоста.

## Таксономия
В составе вида выделяют следующие подвиды:
- Harpactes erythrocephalus erythrocephalus: см. описание выше.
- Harpactes erythrocephalus helenae: размеры особей обоих полов чуть больше, чем у H. erythrocephalus erythrocephalus. Кроме того, кроющие крыла, наружные опахала второстепенных маховых и третьестепенных маховых более мелкие[2].
- Harpactes erythrocephalus yamakanensis: обнаружены на юго-востоке Китая, это больше, чем Н. erythrocephalus erythrocephalus. У самцов темнее окраска головы и шеи и белая полоса поперек его груди более узкая, живот бледнее, и крайние рулевые перья темнее. Самки также имеют более тёмную окраска головы, шеи и верхней части тела. Белая полоса поперек груди отсутствует.[2].
- Harpactes erythrocephalus роза: очень похож на подвид Н. erythrocephalus yamakanensis. Данный подвид обитает в северной части Гуанси, Китай[2]. Международный союз орнитологов не рассматривает его в качестве отдельного подвида[3].
- Harpactes erythrocephalus intermedius: кроющиe крыла и наружные опахала второстепенных маховых и третьестепенных маховых более мелкие. У самца оперение ярче, чем у самок. Обитают в Южном Китае, Северном Лаосе и Северном Вьетнаме[2].
- Harpactes erythrocephalus annamensis: у обоих полов, перья более крупные и верхняя сторона тела желтовато-коричневая. Этот подвид распространен по всей Центральной и южной части Вьетнама, Южного Лаоса и Северо-Восточного Таиланда в Камбоджу[2].
- Harpactes erythrocephalus klossi: по сравнению с H. erythrocephalus erythrocephalus, на перьях головы появляются алые красные вместо малиновых, в то время как другие перья тела имеют более бледный коричневый. Самка все бледнее. H. erythrocephalus klossi. Встречаются только на острове ко Чанг (Юго-Восточный Таиланд).
- Harpactes erythrocephalus chaseni: очень похож на H. erythrocephalus klossi. Обитает на всей территории Малайского полуострова.
- Harpactes erythrocephalus hainanus: найдена только на острове Хайнань, Китай. Общая окраска темнее, чем у H. erythrocephalus erythrocephalus[2].
- Harpactes erythrocephalus flagrans: размеры немного меньше, чем  у H. erythrocephalus erythrocephalus, обнаружены только в Суматре, Индонезия.

## Распределение
Красноголовый азиатский трогон наиболее широко распространён и является эндемическим во многих частях Индийского субконтинента и Юго-Восточной Азии. Периодически  встречается от Северо-Восточной Индии и Центрального Непала до Южного Китая, Малаккского полуострова через всю дорогу в районы Суматры.

## Места обитания и состояние
Красноголовый азиатский трогон предпочитает высокогорные леса. В предгорьях Гималаев он живет в густых широколиственных лесах, в тропических и субтропических зонах. В основном обитает в смешанных бамбуковых лесах. В Юго-Восточной Азии этот вид часто посещает широколиственные вечнозеленые леса на высоте от 300 м до 2600 м. В Мьянме красноголовый трогон обитает в бамбуковых и дубовых лесах на высоте 2500 м с розовохвостым азиатским трогоном (Harpactes wardi). На Малайском полуострове птиц можно регулярно наблюдать на высоте между 300 м и 1680 м в вечнозеленых горных лесах. К югу от полуострова, однако, их редко можно увидеть ниже 700 м. В Лаосе он делит свою среду обитания вечнозеленых лесов и прилегающих равнин с оранжевогрудым трогоном (Harpactes oreskios).
Местный природоохранный статус варьируется в зависимости от уровня помех в лесу.

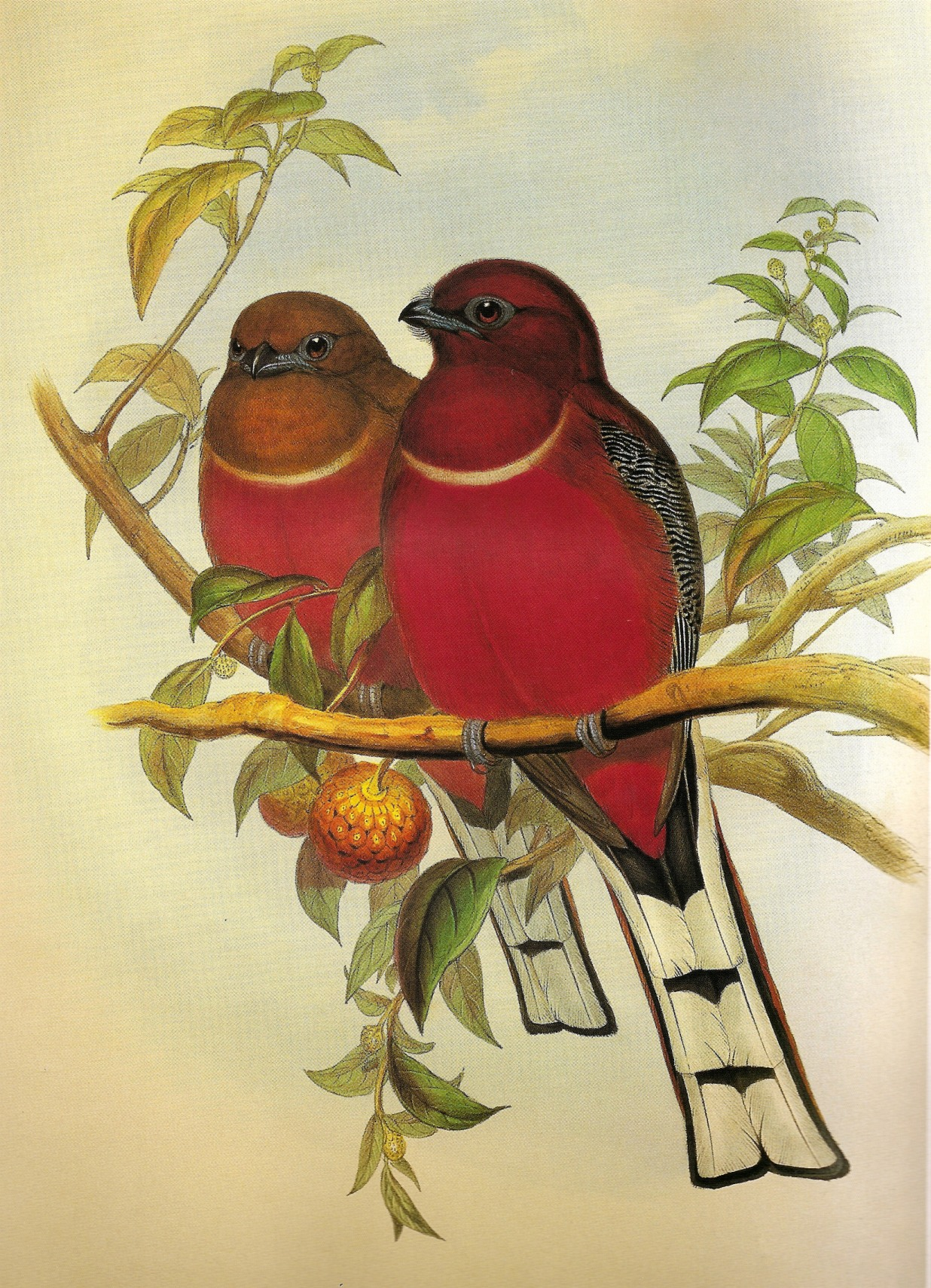
Пара рыжеволосых трогонов

## Поведение

### Миграции
В большинстве регионов красноголовый азиатский трогон — малоподвижная птица, хотя исследователи наблюдали миграции в Южном Лаосе,, а также в Северном Лаосе.

### Привычки
Красноголовые трогоны часто сидят в тенистой местности и поджидают добычу в одиночку или попарно. Полет между деревьев часто вялый и очень низкий всего в нескольких метрах над землей.
Красноловые трогоны наиболее активны в ранние часы утром и вечером, когда они летают на опушках и лесных полянах в погоне за мотыльками.
В Центрально-Южном Таиланде, они разделяют своё обитание с Оранжево-грудый трогон (Harpactes oreskios).

### Пища
Красноголовые трогоны питаются преимущественно насекомыми и их личинками. Также кормятся листьями и фруктами, зелеными прямокрылыми, палочниками, цикадами, многоножками, мухами, жуками, мокрицами и молями

## Размножение

### Гнездование
В Северной Индии, яйца откладываются в период с середины апреля до середины июля, с пиком в мае и июне. В Китае, яйцекладка происходит в апреле, как и в Мьянме. В Таиланде откладка яиц происходит чуть ранее, в марте и продолжается до июля, в то время как на Малайском полуострове, наблюдается в период с начала марта до конца мая.
Красноголовые трогоны гнездятся, как правило, в естественных полостях деревьев, от 1,5 до 5 м над землей. Входное отверстие широкое. Птицы были замечены в использование старых гнездовых отверстий дятлов и бородаток.
Оба родителя организовывают гнездовой процесс, а именно инкубацию яиц, насиживание и вскармливание потомства. Однако самки тратят больше времени на вынашивание, так как лишь они насиживают яйца. Мужские особи вносят больший вклад в обеспечение птенцов едой. В течение дня пара будет по очереди согревать выводок хотя они были известны в совместном насиживании..
Успех гнездования невелик и составляет около 9 %.

### Яйца
У красноголового азиатского трогона круглые, кремового цвета, глянцевые яйца. Каждое яйцо размером примерно 26,5-27,5 мм x 23,5-24,0 мм. Средний размер кладки составляет 2,6 яйца (между 2 и 4), с инкубационным периодом 18 дней и период гнездования до 13,4 дней, по данным одного исследования в Таиланде.